# Kevin Weisman
Kevin Weisman (n. la 29 decembrie, 1970 în Los Angeles) este un actor de film, televiziune și teatru. A primit o diplomă de la Școala de Tetru/Film/Televiziune din cadrul prestigioasei universități UCLA. A studiat de asemenea la Teatrul Square din New York. Weisman s-a căsătorit cu Jodi Tanowitz, o educatoare, la 21 mai, 2005. Fiica lor, Maya Rose, s-a născut la 31 martie 2006 în Los Angeles.
Weisman este un membru fondator al Companiei de Teatru Buffalo Nights și a apărut în numeroase piese la Teatrul Powerhouse din Santa Monica. A mai creatt (și a jucat) filmul din 2001 numit The Illusion, regizat de Michael Goorjian.
Cel mai cunoscut rol al său este ca Marshall Flinkman din serialul de succes Alias (2001-2006). A mai apărut și la diferite emisiuni pe VH1 sau la Bravo's Celebrity Poker Showdown. Weisman cântă la tobe pentru trupa rock Trainwreck și adoră să joace poker, softball și golf.

## Televiziune
| Anul         | Titlul                   | Personajul        |
| ------------ | ------------------------ | ----------------- |
| 1995         | Frasier                  | Decorator         |
| 1997         | The Weird Al Show        | Spike             |
| 1997         | Pauly                    | Burger            |
| 1998         | ER                       | Glenn Karkowski   |
| 1998         | The Drew Carey Show      | Carl              |
| 1998         | Maggie Winters           | Harold            |
| 1999         | JAG                      | Jerry Kemp        |
| 1999 și 2000 | Roswell                  | Larry             |
| 2000         | Felicity                 | Earl              |
| 2000 - 2001  | Buffy the Vampire Slayer | Dreg              |
| 2000         | The X-Files              | Anson Stokes      |
| 2001         | Gideon's Crossing        | Mr.Ryan           |
| 2001         | Charmed                  | Lukas             |
| 2001 - 2006  | Alias                    | Marshall Flinkman |
| 2006         | Mr. Nice Guy             |                   |

## Filme
| Anul | Titlul                | Personajul   |
| ---- | --------------------- | ------------ |
| 1999 | Man of the Century    | Squibb       |
| 2000 | Robbers               | Director     |
| 2000 | Gone in Sixty Seconds | Intern #2    |
| 2002 | Buying the Cow        | Cabdriver    |
| 2006 | Clerks II             | Hobbit Lover |